# Frémontiers
Frémontiers là một xã ở tỉnh Somme, vùng Hauts-de-France, Pháp.

## Địa lý
Thị trấn này tọa lạc 15 miles (25 km) về phía tây nam của Amiens trên giao lộ của đường D138 và đường D920.

## Dân số
| 1962                                                         | 1968 | 1975 | 1982 | 1990 | 1999 |
| ------------------------------------------------------------ | ---- | ---- | ---- | ---- | ---- |
| 162                                                          | 163  | 165  | 141  | 146  | 180  |
| Số liệu điều tra dân số từ năm 1962, dân số không tính trùng |      |      |      |      |      |